# Héctor Belascoarán Shayne
Héctor Belascoáran Shayne es un personaje de ficción mexicano creado por el escritor Paco Ignacio Taibo II. Apareció por primera vez en la novela Días de combate, en 1976. Se trata de un detective independiente ("No privado; hasta en perros hay razas") cuya fama inició por entrometerse en casos polémicos en el Distrito Federal, los cuales ni la misma policía pudo resolver aunque, bueno, eso no es novedad. No se sabe mucho sobre Belascoarán: solo que es astuto y que sabe cómo y dónde escabullirse para encontrar respuestas o llamar la atención de sus enemigos. A veces, en enciclopedias; otras, en televisión, por ejemplo. También se sabe que descubrió su vocación el día que su exesposa decidió cambiar el color de la alfombra, algo que lo motivó a abandonar su matrimonio y su trabajo como ingeniero, ordenar un curso por correspondencia para ser detective y, desde entonces, dedicarse a resolver aquellos casos que nadie se atreve a mirar. 

## Biografía
Es hijo de José María Belascoarán Aguirre, un capitán de marina de origen vasco, y de Shirley Shayne de Belascoarán, una cantante de folk de origen irlandés; además, tiene dos hermanos menores: Carlos Brian Belascoarán Shayne y Elisa Belascoarán Shayne. 
Ronda los treinta años, está retirado pues renunció a su empleo como ingeniero electromecánico en la compañía "General Electrics"  (sic) y se divorció de su primera esposa. En palabras de Taibo II, Belascoarán Shayne es “desarraigado, fugado de la clase media, curioso hasta la locura, terco obsesivamente; repleto de un sentido del humor a la mexicana, negro, algo tristón”.
A pesar de que las descripciones físicas de Héctor no abundan en la narrativa, cabe mencionar que, debido a su difícil empleo, termina la serie con un parche en el ojo izquierdo, cojea levemente del pie derecho y tiene heridas de bala en la espalda, además de las infinitas cicatrices que construyen todo su cuerpo.

## El ser y hacer del personaje
Héctor Belascoarán Shayne se convirtió en detective mediante un curso por correspondencia cuyo costo fue de trescientos pesos. Compró y registró una pistola a su nombre, alquiló un despacho junto a un compañero, el plomero Gilberto Gómez Letras. 
“Me metí a detective porque no me gustaba el color que mi mujer quería para la alfombra, el diploma me lo dieron por trescientos pesos y nunca leí novelas en inglés.”
“-Teodoro piensa que no son suficientes motivos para ser detective apellidarse Belascoarán Shayne. Ser hijo de un capitán de marina vasco y una cantante irlandesa de folk no son motivos suficientes. Pero suena muy neoyorquino, […] 
Héctor revisó sus motivos y actos seriados, casi mecánicos de los últimos días. 
Alquilar un despacho, compartirlo con un plomero, poner un escritorio viejo sacado de La Lagunilla, hacer colas interminables para sacar una licencia de detective, terminar comprándola en una academia que daba cursos por correspondencia, conseguir una pistola, registrarla, sacar cédula profesional. Sentarse en el escritorio y esperar fumando."
A lo largo de Días de combate y Cosa fácil, se agregan dos nuevos compañeros: el experto en drenajes profundos Javier Villarreal y el tapicero Carlos Vargas, quienes también intervienen en la vida del detective y lo acompañan en las aventuras que este tendrá a lo largo de la serie, construyendo una amistad solidaria y llena de humor.
El resto de conocimiento necesario para ser un buen detective lo adquiere a través de la experiencia directa. También suele tomar ideas de las películas gringas sobre detectives, de las acciones comunes de un buen héroe de acción:
“Héctor avanzó hacia los dos cuerpos […] sosteniendo el colt con las dos manos y apuntando hacia los cuerpos caídos a media calle, en una postura aprendida en los programas policíacos de televisión.”
“En las buenas novelas policíacas, los pasos eran claros; hasta cuando el detective se desconcertaba, su desconcierto era claro.”
Por otro lado, el personaje replica un lenguaje coloquial, los efectos de sentido que provocan el uso de frases cotidianas o de palabras que pertenecen al registro del lenguaje popular de la Ciudad de México, permiten la posibilidad de generar empatía con él y existe un reconocimiento con el espacio que se narra.

## Su nombre
Existe la posibilidad de que su nombre, “Héctor”, dote al personaje de una carga simbólica, la cual termina de agregar los elementos constitutivos de su ser y hacer. Héctor es el nombre del héroe que se encargaba de proteger la ciudad de Troya. Belascoarán Shayne también se encarga de proteger a la ciudad; sin embargo, esta protección recae en la forma en que el detective se une a ella, cómo se complementan y, así, “ayudan a construir este efecto de sentido a quien llamamos personaje”.
“Héctor estaba hundido en el sillón de plástico y miraba hacia la calle mientras fumaba. Los hombrecitos del suelo, los arbolitos, los cochecitos. La ciudad diminuta y suave, blandengue y sonrosada. La ciudad lenta, de clase media afable. La ciudad inventada por los que viven en un séptimo piso.”

## Su entorno
“El entorno puede contarnos la heroicidad de un personaje, al servirle de relieve o de contraste”; la mayoría de las novelas se desarrollan en la Ciudad de México (con excepción de Algunas nubes y Adiós Madrid). Por lo tanto, es esta la que construye, casi por completo, el entorno del detective.
“La única posibilidad de sobrevivir era aceptar el caos y hacerse uno con él en silencio. Tomarse a broma, tomar en serio la ciudad, ese puercoespín lleno de púas y suaves pliegues. Carajo, estaba enamorado del D.F. Otro amor imposible a la lista. Una ciudad para querer, para querer locamente. En arrebatos.”
Las amplias descripciones del espacio, de las personas, del clima, de los momentos logran identificar este otro efecto de sentido con ciertas facetas de la ciudad real. “Héctor esperó a que el metro llegara y lo abordó […] Ella bajó en Allende y Héctor la siguió […] la mujer bajó hacia el sur por 5 de Mayo”.
Es la ciudad quien ayuda a construir la identidad de Belascoáran Shayne, un hombre treintón clasemediero que se camufla entre sus habitantes, no es posible negar la carga social que contiene esta serie de novelas negras; por lo tanto, tampoco se puede ocultar la carga ideológica de izquierda apolítica del personaje. Todas las transformaciones morales que lo conducen por caminos peligrosos y difíciles, los cuales están determinados por la forma en que se configura la vida que mueve a la ciudad, y las trasformaciones psicológicas, que provocan su inestabilidad, también son producto del estrés citadino, de los trámites burocráticos y la desesperación de ser él quien lucha contra el sistema al mismo tiempo que se vuelve parte de él: “percibía al Estado como el gran castillo de la bruja de Blanca Nieves, del que no solo salían Halcones, sino también diplomas de ingeniero y la programación de Televisa”.

## El método
Su método, a diferencia del de muchos de los detectives más famosos de la literatura, no es completamente racional. Héctor se asume como un detective distinto: “él se encontraba en la línea de los detectives inductivos, cuasimetafísicos, de carácter impresionista, al que le valen verga las huellas digitales”. Se deja llevar por sus impresiones, las cuales comparte con todos los personajes allegados al mismo y gracias a esto logra descifrar los enigmas, aun cuando muchas preguntas quedan sin respuesta.

## La serieTodo Belascoarán Shayne
La serie de novelas Todo Belascoarán Shayne está conformada por diez volúmenes:
1. Días de combate
2. Cosa fácil
3. Algunas nubes
4. No habrá final feliz
5. Regreso a la misma ciudad y bajo la lluvia
6. Amorosos fantasmas
7. Sueños de frontera
8. Desvanecidos difuntos
9. Adiós Madrid
10. Muertos incómodos

Originalmente, la serie Belascoarán Shayne estaba conformada por tres libros: Días de combate, Cosa fácil y No habrá final feliz. Sin embargo, gracias a su éxito editorial, se extendió a los diez libros que se conocen ahora.

## Versiones cinematográficas
- Días de combate, 1979. México. Director: Alfredo Gurrola. Guion: Paco Ignacio Taibo II y Jorge Patiño. Actor: Pedro Armendáriz Jr.
- Cosa fácil, 1979. México. Director: Alfredo Gurrola. Guion: P. I. Taibo II y Jorge Patiño. Actor: Pedro Armendáriz Jr. (Belascoarán Shayne)
- Días de combate, 1994. México. Director: Carlos García Agraz. Guion: P. I. Taibo II. Actor: Sergio Goyri
- Amorosos fantasmas, 1994. México. Director: Carlos García Agraz. Guion: P. I. Taibo II. Actor: Sergio Goyri
- Algunas nubes, 1995. México. Director: Carlos García Agraz. Guion: P. I. Taibo II. Actor: Sergio Goyri
- Belascoarán, 2022. México. Dirección: Gonzalo Amat, Ernesto Contreras y Hiromi Kamata. Actor: Luis Gerardo Méndez[15]